# Manorbier
Manorbier (en anglais) ou Maenorbŷr (en gallois) est un village côtier et une communauté du Pembrokeshire, au pays de Galles.

## Toponymie
Le nom du village signifie « manoir de Pyr », aussi bien en anglais qu'en gallois. Il est attesté pour la première fois en 1136 sous la forme Mainour pir. C'est une référence à Pyr ou Piron (en), abbé du monastère situé sur l'île de Caldey voisine au VIe siècle.

## Géographie
Manorbier est situé dans le sud du Pembrokeshire, sur le littoral du canal de Bristol, à 8 km au sud-ouest de la ville de Tenby. Le chef-lieu du comté, Haverfordwest, se trouve à une trentaine de kilomètres au nord-ouest.
La communauté de Manorbier comprend aussi les villages et hameaux de Jameston (en), Lydstep (en) et Manorbier Newton (en). La gare de Manorbier (en), à 2 km au nord du village, est desservie par les trains de la West Wales line (en).

## Histoire

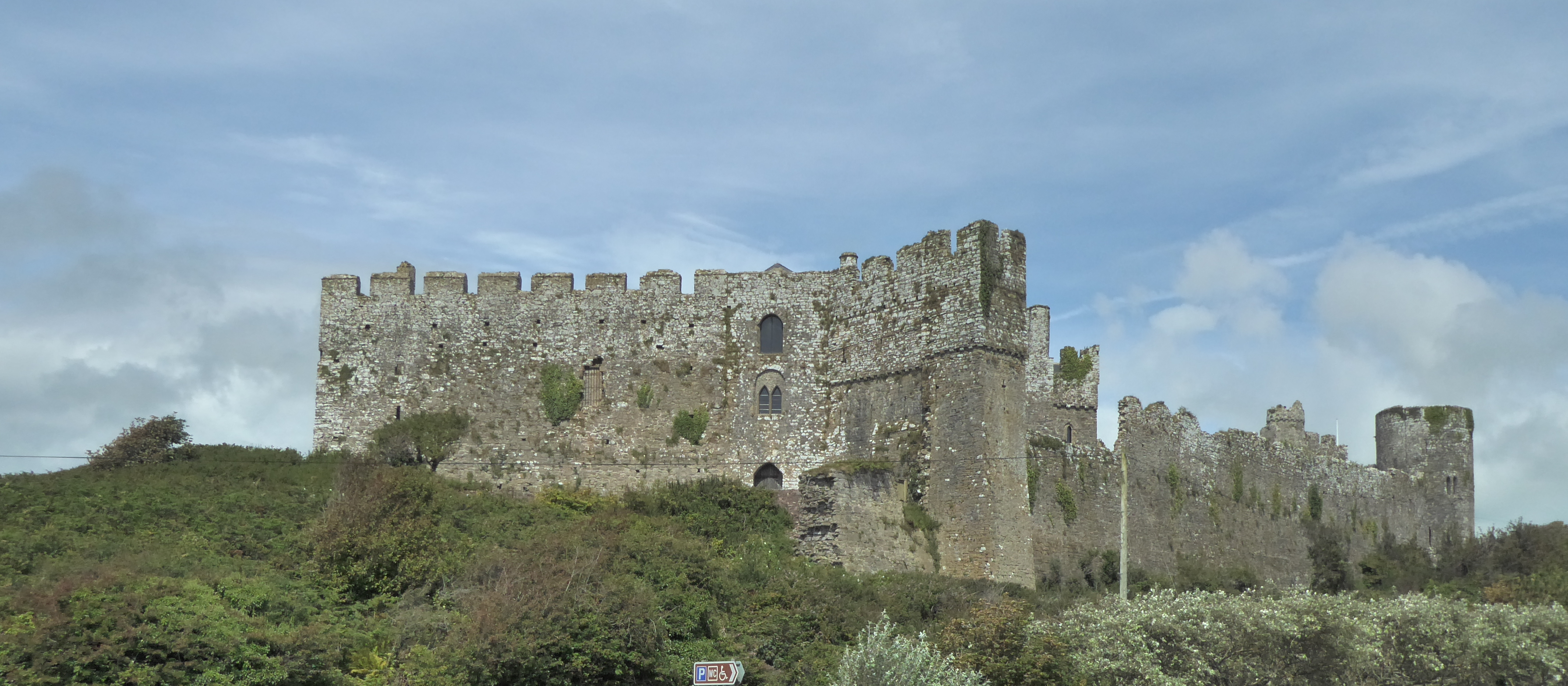
Les ruines du.

Après l'invasion normande du pays de Galles, à la fin du XIe siècle, Manorbier constitue le cœur d'une seigneurie cambro-normande appartenant à la famille de Barri (en) dont le représentant le plus célèbre est Giraud de Barri, homme d’Église et chroniqueur du XIIe siècle. Cette famille joue par la suite un rôle important dans l'invasion normande de l'Irlande. Le château de Manorbier (en) est leur siège jusqu'au milieu du XIVe siècle.

## Politique
Les communautés de Manorbier et Penally forment un ward (district électoral) qui élit un des 60 membres du conseil de comté du Pembrokeshire (en). Lors des élections locales de 2022, le siège de Manorbier and Penally est remporté par le candidat indépendant Phill Kidney.
Pour les élections à la Chambre des communes, Manorbier appartient à la circonscription de Mid and South Pembrokeshire depuis les élections générales de 2024.
Pour les élections au Parlement gallois, Manorbier est rattaché à la circonscription de Carmarthen West and South Pembrokeshire.

## Démographie
Au recensement de 2011, la communauté de Manorbier comptait 1 327 habitants.
| 1801 | 1811 | 1821 | 1831 | 1841 | 1851 | 1881 |
| ---- | ---- | ---- | ---- | ---- | ---- | ---- |
| 451  | 492  | 596  | 582  | 691  | 698  | 631  |

| 1891 | 1901 | 1911 | 1921 | 1931 | 1951  | 1961  |
| ---- | ---- | ---- | ---- | ---- | ----- | ----- |
| 587  | 584  | 603  | 656  | 555  | 1 005 | 1 376 |

| 1971  | 1981 | 1991 | 2001 | 2011  | - | - |
| ----- | ---- | ---- | ---- | ----- | - | - |
| 1 168 | ?    | ?    | ?    | 1 327 | - | - |

## Culture locale et patrimoine

### Lieux et monuments

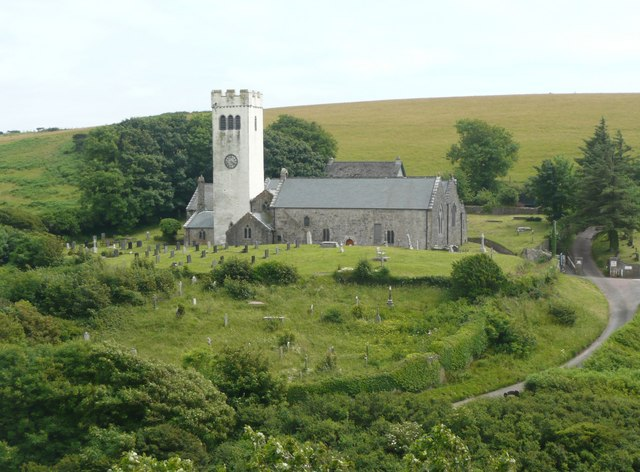
L'.

Le château de Manorbier (en), au sud du village, remonte au XIIe siècle. Il n'a jamais subi de siège en règle et c'est davantage le manque d'entretien au fil du temps qui explique son état actuel. C'est un monument classé de grade I depuis 1970.
L'église paroissiale (en), dédiée à saint Jacques, date de la même période que le château. Restaurée entre 1865 et 1868 par l'architecte Frederick Wehnert, elle est également monument classé de grade I depuis 1970.

### Personnalités liées
Le chroniqueur médiéval Giraud de Barri est né au château de Manorbier vers 1146. Il décrit le village comme l'endroit le plus plaisant de tout le pays de Galles dans son Itinerarium Cambriae (en) :

« Des terres de la Cambrie toute entière, le Dyfed, avec ses sept cantrefi, est à la fois le plus beau et le puissant ; de tout le Dyfed, le Penfro est le plus beau et, de tout le Penfro, l'endroit que je viens de décrire est assurément sans égal. Il s'ensuit que, de toute la Cambrie, Maenorbŷr est l'endroit le plus agréable. »

— Giraud de Barri

### Jumelages
Manorbier est jumelé avec :

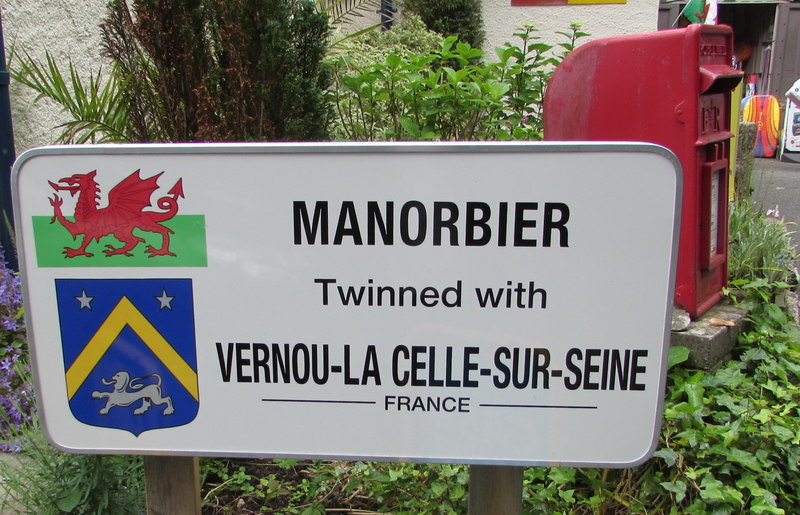
Panneau signalant le jumelage à Manorbier.

- Vernou-la-Celle-sur-Seine (France) depuis 1981